# Anker auf und Leinen los!
Anker auf und Leinen los! (Untertitel: Geschichten aus dem Yachthafen) ist eine Fernsehserie des ZDF, die 1968 ausgestrahlt wurde.

## Handlung
Der alte Segelmacher Heinrich Carstens betätigt sich in einem Yachtclub als Segellehrer. Den sechs Jugendlichen Gudrun, Monika, Werner, Jörg, Peter und Kirsten bringt er im Urlaub das Segeln bei. Im Verlauf des Unterrichts lernen dabei insbesondere die weiblichen Aspiranten, dass ein Segeltörn nicht nur wildromantisch, sondern auch recht nass und ungemütlich sein kann. So gerät das zur Ausbildung verwendete Segelschiff Pummel in einen Sturm oder läuft auf Grund. Was an Bord eines Schiffes darüber hinaus noch alles passieren kann, hören die Jugendlichen im Yachtklub, wenn ihr Lehrer Carstens und seine Freunde Karl Tiedemann und Erwin Wernecke, alles erfahrene Seebären, ihr Seemannsgarn spinnen.

## Schauspieler und Rollen
| Schauspieler          | Rolle               | Folgen |
| --------------------- | ------------------- | ------ |
| Horst Beck            | Erwin Wernicke      | 13     |
| Heidi Berndt          | Kirsten             | 13     |
| Goran Ebel            | Werner              | 13     |
| Heinz Engelmann       | Karl Tiedemann      | 13     |
| Til Erwig             | Ferdi Fassbender    | 1      |
| Astrid Fournell       | Gudrun              | 13     |
| Dieter B. Gerlach     | Jörg                | 13     |
| Frank Glaubrecht      | Peter               | 13     |
| Ernst Grabbe          | Kapitän Möller      | 1      |
| Gerhard Hartig        | Herr Hohnpichler    | 1      |
| Karl-Heinz Kreienbaum | Hinrich Carstens    | 13     |
| Edgar Maschmann       | Kommissar Strettner | 2      |
| Kurt Schmitt-Mainz    | Nestripke           | 1      |
| Monika Schütze        | Monika              | 13     |
| Christa Siems         | Hedwig Bollmann     | 13     |

## Episoden
| Folge | Titel                          | Ausstrahlung    |
| ----- | ------------------------------ | --------------- |
| 1     | Gestörte Nachtruhe             | 31. Mai 1968    |
| 2     | Hühnersuppen                   | 7. Juni 1968    |
| 3     | Die „Krabbe“                   | 14. Juni 1968   |
| 4     | Die Ankerwache                 | 21. Juni 1968   |
| 5     | Trunkenheit am Ruder           | 28. Juni 1968   |
| 6     | Landratten an Bord             | 5. Juli 1968    |
| 7     | Gartenzwerge in Seenot         | 12. Juli 1968   |
| 8     | Der blinde Passagier           | 19. Juli 1968   |
| 9     | Sicht gleich Null              | 26. Juli 1968   |
| 10    | Splissen und Knoten            | 2. August 1968  |
| 11    | Die Jungfernfahrt              | 9. August 1968  |
| 12    | Start frei für „Hasko“         | 16. August 1968 |
| 13    | Was sich neckt, das liebt sich | 23. August 1968 |